# Férfi 4 x 100 méteres váltófutás a 2013. évi nyári európai ifjúsági olimpiai fesztiválon
A 2013. évi nyári európai ifjúsági olimpiai fesztiválon az atlétikai versenyszámok közül a férfi 4 x 100 méteres váltófutás versenyeit július 18.-án és július 19.-én rendezték Utrechtben.

## Előfutamok
| H  | Cs | Nemzet           | Versenyzők                                                                                       | E     | Mj  |
| -- | -- | ---------------- | ------------------------------------------------------------------------------------------------ | ----- | --- |
| 1. | 1  | Hollandia        | Jochem Dobber Joris Van Gool Rutger Postma Sander Brugge                                         | 42.19 | Q   |
| 2. | 1  | Franciaország    | Alex Rousseau-Jamard Ludgi Sillon Victor Coroller Keny Blecourt                                  | 42.36 | q   |
| 3. | 1  | Olaszország      | Francesco Lama Gabriele Segale Andrea Vergnano Diego Aldo Pettorossi                             | 42.43 | q   |
| 4. | 1  | Belgium          | Brian Ingelaere Tim Huybrechts Michiel Clemens Flori Tshitwenu Mukengala                         | 42.52 | q   |
| 5. | 1  | Románia          | Costin Florian Homiuc Valentin Stefan Scanghel Zeno Moraru Mihai Vlad Chiorpec                   | 42.93 | q   |
| 6. | 2  | Magyarország     | Nagy Csaba Olivér Schmidtka Vince Tibor Szabó Dániel Pálmai Márk                                 | 42.94 | Q   |
| 7. | 2  | Észtország       | Andre Tammaru Martin Moldau Hans-Christian Hausenberg Sander Moldau                              | 43.55 | q   |
| 8. | 2  | Fehéroroszország | Yury Zabalotny Ivan Khadatovich Andrei Barysevich Stanislau Darahakupets                         | 43.87 | q   |
| 9. | 2  | Törökország      | Yasin Tekal Harun Akin Huseyin Isekes Seyhmus Yigitalp                                           | 49.00 |     |
| -  | 2  | Spanyolország    | Inigo Sagaz Spottorno Sergio Arreaza Alcazar Alejan Kedar Martinavarro Luis David Del Valle Alba | -     | DQ  |
| -  | 1  | Dánia            |                                                                                                  | -     | DNS |

## Döntő
| H     | Nemzet           | Versenyzők                                                               | E     | Mj |
| ----- | ---------------- | ------------------------------------------------------------------------ | ----- | -- |
| Arany | Franciaország    | Sebastien Calme Ludgi Sillon Victor Coroller Keny Blecourt               | 42.33 |    |
| Ezüst | Olaszország      | Francesco Lama Gabriele Segale Andrea Vergnano Diego Aldo Pettorossi     | 42.66 |    |
| Bronz | Hollandia        | Jochem Dobber Joris Van Gool Rutger Postma Sander Brugge                 | 42.67 |    |
| 4.    | Románia          | Costin Florian Homiuc Valentin Stefan Scanghel Zeno Moraru Gabriel Bitan | 42.86 |    |
| 5.    | Belgium          | Brian Ingelaere Tim Huybrechts Michiel Clemens Flori Tshitwenu Mukengala | 43.17 |    |
| 6.    | Fehéroroszország | Yury Zabalotny Ivan Khadatovich Andrei Barysevich Stanislau Darahakupets | 43.48 |    |
| 7.    | Észtország       | Andre Tammaru Martin Moldau Hans-Christian Hausenberg Sander Moldau      | 43.78 |    |
| 8.    | Magyarország     | Nagy Csaba Olivér Süli Richárd Ferenc Szabó Dániel Pálmai Márk           | 44.27 |    |